# Кшищоф Виелицки
Кшѝщоф Йѐжи Виелѝцки (Велицки) (на полски: Krzysztof Jerzy Wielicki) е полски алпинист, петият човек, изкачил всичките осемхилядници и първият, изкачил Еверест, Кангчендзьонга и Лхотце през зимата.
Носител на наградата „Златен ледокоп“ за цялостен принос (Piolet d'or Carrière) – 2019 г., най-голямата международна награда за постижения в алпинизма.

## Най-силни изкачвания
| Година            | Планина        | Бележки                                              |
| ----------------- | -------------- | ---------------------------------------------------- |
| 1980              | Еверест        | първо зимно изкачване на осемхилядник (с Лешек Чихи) |
| 1984              | Броуд Пик      | първо изкачване за 1 ден на осемхилядник (соло)      |
| 1984, 1992        | Манаслу        | нов маршрут на Югоизточната стена                    |
| 1986              | Кангчендзьонга | първо зимно изкачване (с Йежи Кукучка)               |
| 1988, 31 декември | Лхотце         | първо зимно изкачване (соло)                         |
| 1993              | Шишапангма     | нов маршрут на Южната стена, соло, само за 24 часа   |